# Нерусса (река)
Неру́сса (Неру́са, Неруза) — река в России, протекающая по территории Орловской и Брянской областей. Является левым притоком Десны, в которую впадает напротив города Трубчевска.
Длина 161 км, площадь бассейна 5630 км². Исток реки находится северо-восточнее города Дмитровска Орловской области, который также расположен на ней. Средний расход воды — 13,5 м³/с.
С 1987 года на берегах Неруссы располагается государственный природный биосферный заповедник «Брянский лес».

## Происхождение названия
В дореволюционных источниках встречаются следующие варианты названия реки: Неруса, Нерусса, Неруза. Существует несколько версий о происхождении названия «Нерусса»:
- Согласно народному толкованию, название реки возникло в XIV—XV веках, когда Нерусса была владением Великого княжества Литовского, то есть «нерусской»[6].
- Этнограф П. И. Якоби писал: «На это же указывает название реки Неруссы, которая могла быть юго-восточной границей финского и северо-восточной славянского племен»[7].
- По мнению лингвиста Макса Фасмера, название реки — от не и русло. Лингвист А. И. Соболевский сближал название с названием Руса (первоначальным названием города Старая Русса). Фасмер высказывал сомнение в этой этимологии. Также, по мнению Фасмера, для данного района невероятна балтская этимология, о которой писал историк М. П. Погодин, а также предположение о связи с этнонимом меря[8].

## Физико-географическая характеристика

### Исток
Исток Неруссы находится на северо-востоке Дмитровского района Орловской области, в 3 км к северу от села Обратеево, рядом с лесным урочищем. У истока реки до 1970-х годов располагался посёлок Верхненеруссовский. До посёлка Первомайского Нерусса течёт строго на юг в невысоких берегах, густо поросших высокой травой, камышом, рогозом и осокой. Вдоль заболоченной поймы растут деревья и кустарники, в основном ольха, вяз, разные ивы. В селе Обратеево в Неруссу впадает правый приток — небольшой ручей. Напротив урочища на месте исчезнувшего посёлка Узлив в реку впадает ручей, который иногда называют вторым истоком Неруссы.

### Течение
После посёлка Первомайский Нерусса течёт на юго-запад. На левом берегу этого участка реки находится крупный лесной массив Данилова Дача, в котором произрастают, в основном, дуб и сосна.
Участок Неруссы от Дмитровска до впадения в неё реки Расторог после Великой Отечественной войны был спрямлён в целях мелиорации. Тогда же здесь были прорыты мелиоративные канавы. Биолог Ф. Р. Штильмарк, посетивший Неруссу в 1989 году, описывает данный участок реки следующим образом:
Это была прямая, как стрела, канава с илистыми берегами и мутной коричневатой водой, по которой, обгоняя друг друга, плыли большие и малые пузыри, сбиваясь местами в бурые шапки пены. Осушение болот, раскорчевка поймы и спрямление русла реки считались большими победами. Гидрологический режим в верховьях Неруссы резко изменился: уже нет прежних весенних разливов, вода по углубленному руслу стремительно скатывается вниз, а в межень речка почти пересыхает. Возросли безвозвратные расходы воды для сельскохозяйственных и прочих нужд. В результате рыба в Неруссе почти исчезла, луга и пастбища утратили былую силу, живая речка стала в верховьях невзрачной канавой.

Нас радовали заливистые песни овсянок и жаворонков, явные признаки пребывания речных бобров (их даже оказалось довольно много), огорчила же более всего довольно сильная загрязненность речки. По мелиоративным канавам и дренажным трубам бежали в реку вместо чистой весенней воды различные мутные растворы. Пена и муть в данном случае указывали на наличие «биогенных элементов»: различных органических и химических удобрений с окружающих полей и угодий.
После впадения левого притока, реки Нессы, Нерусса меняет направление течения на западное.
В Комаричском районе Брянской области Неруссу по мосту пересекает железнодорожная ветка Брянск—Льгов. От этого места обычно начинают сплав вниз по реке туристы-байдарочники.

## Притоки
Правые: Локна, Ленча.
Левые: Общерица, Несса, Расторог, Усожа, Сев.

## Нерусса в литературе

### Нерусса в творчествеДаниила Андреева
Русский писатель и мистик Даниил Андреев неоднократно упоминает Неруссу в «Розе Мира» и своих стихах:
И грезится блаженная Неруса:
Прохладная, текучая вода,
Качающихся водорослей бусы,
Как сад из зеленеющего льда…
(«Немереча»)
Писатель неоднократно бывал на берегах Неруссы, с 1930 по 1934 год.
Его соприкосновения с природой носили мистический характер. Позже, из этих переживаний родилось его учение о стихиалях, о душах рек:
«Сквозь бегущие воды мирных рек просвечивает мир воистину невыразимой прелести. Есть особая иерархия — я издавна привык называть её душами рек, хотя теперь понимаю, что это выражение не точно. Каждая река обладает такой „душой“, единственной и неповторимой»
О Неруссе, в частности, Даниил Андреев писал:
«Даже великолепную Волгу не променяю я на эту никому не известную речку. Она течёт среди девственного леса, где целыми днями не встречаешь людей, где исполинские дубы, колоссальные ясени и клёны обмывают свои корни в быстро бегущей воде, такой прозрачной, такой чистой, что весь мир подводных растений и рыб становится доступным и ясным. Лишь раз в году, на несколько дней, места эти наводняются людьми; это — дни сенокоса, проходящего узкой полосой по прибрежным лужайкам. Сено скошено, сложено в стога (очень удобные, кстати, для ночёвок) — и опять никого — на десятки вёрст, только стрекозы пляшут над никнущими к воде лозами».
Неруссе и её окрестностям посвящена книга Бориса Романова «Путешествие с Даниилом Андреевым».
В 2014 году в 2 км от Неруссы в деревне Чухраи открыт музей Д. Л. Андреева.